# Fusinus guidonis
Fusinus guidonis là một loài ốc biển, là động vật thân mềm chân bụng sống ở biển trong họ Fasciolariidae.